# کونلیانو
کونلیانو (به ایتالیایی: Conegliano) یک کومونه در ایتالیا است که در استان ترویزو واقع شده‌است.

## خصوصیات
کونلیانو ۳۶ کیلومترمربع مساحت و ۳۵٬۴۳۶ نفر جمعیت دارد و ۷۴ متر بالاتر از سطح دریا واقع شده‌است.

## نگارخانه

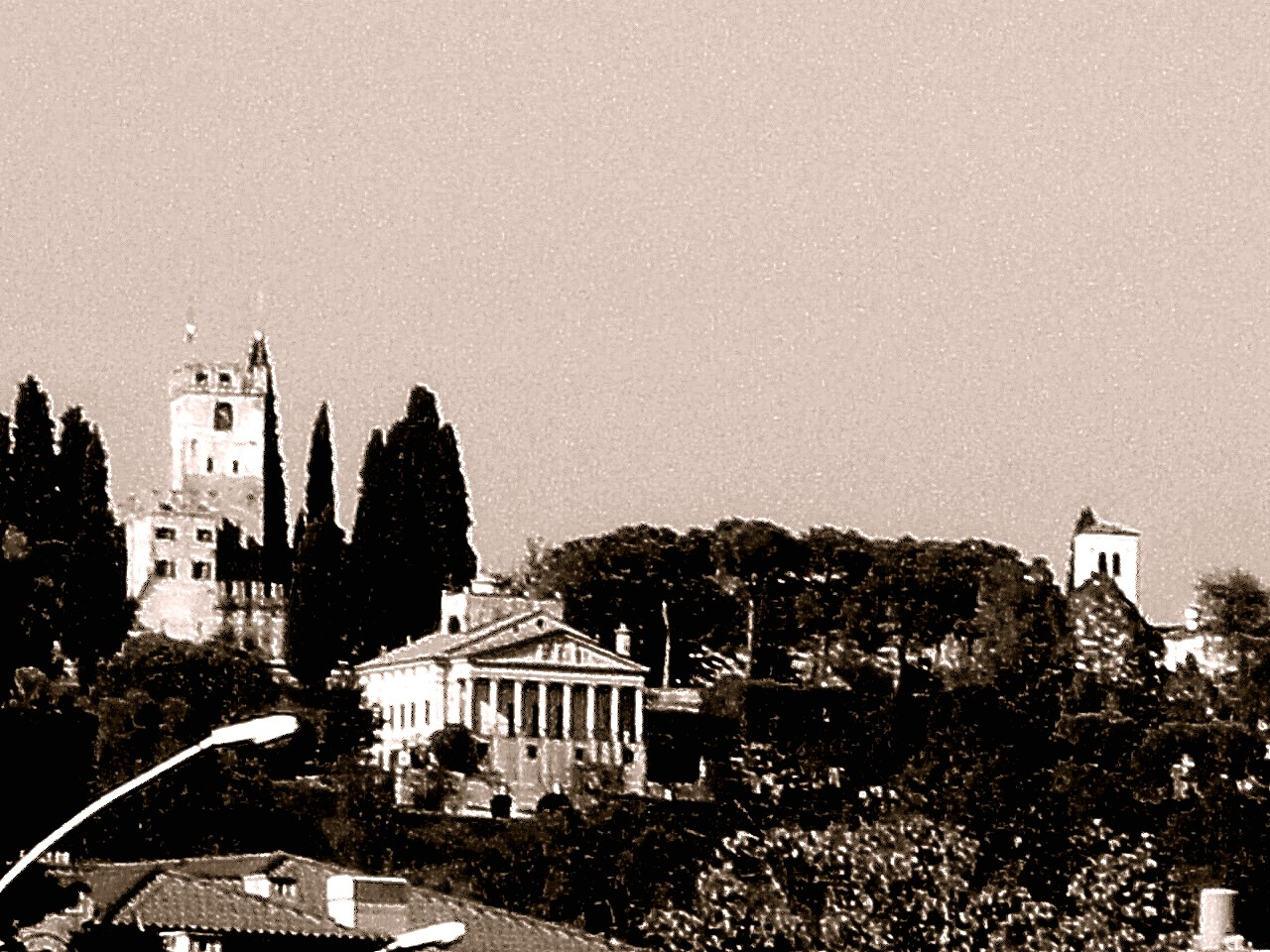
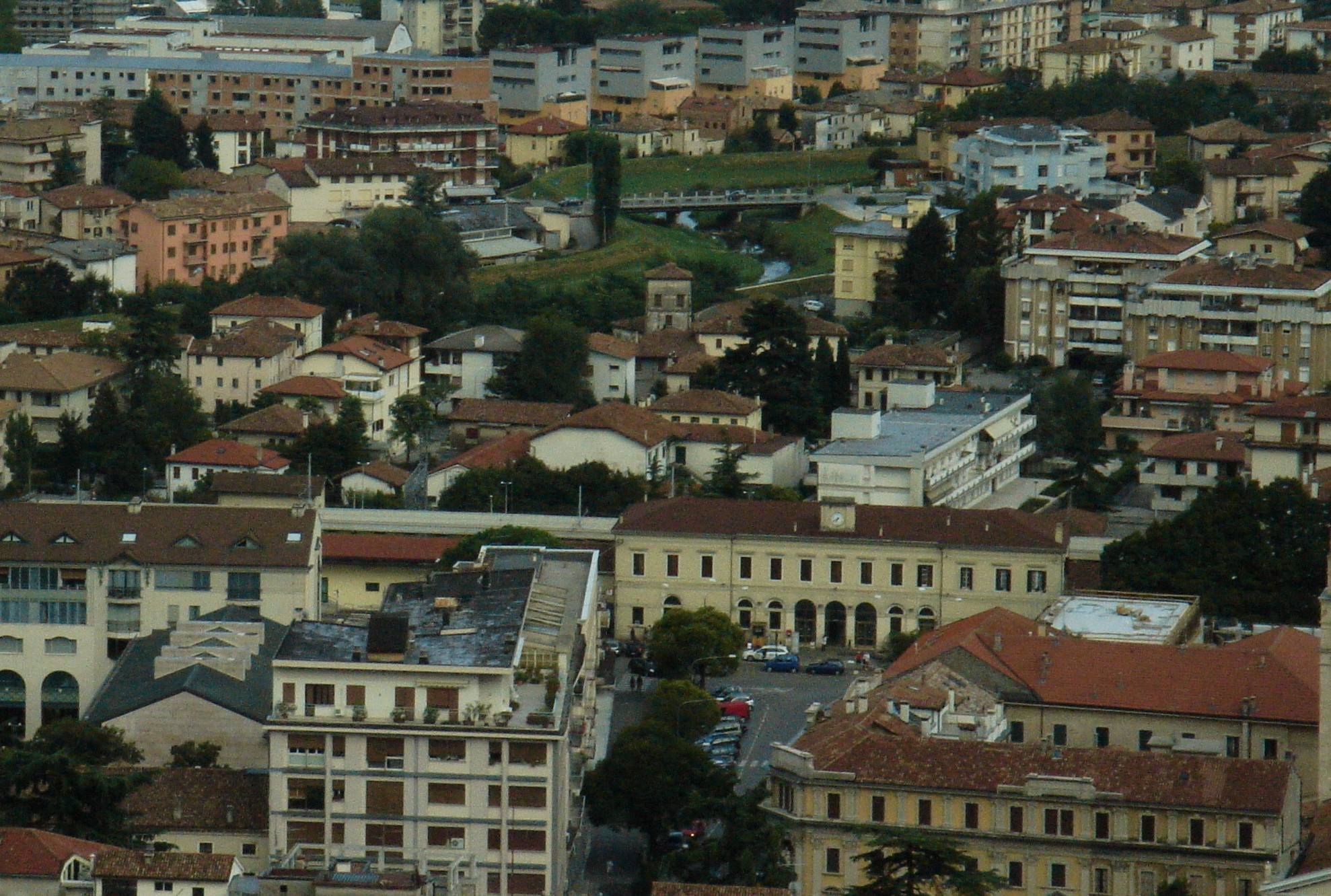
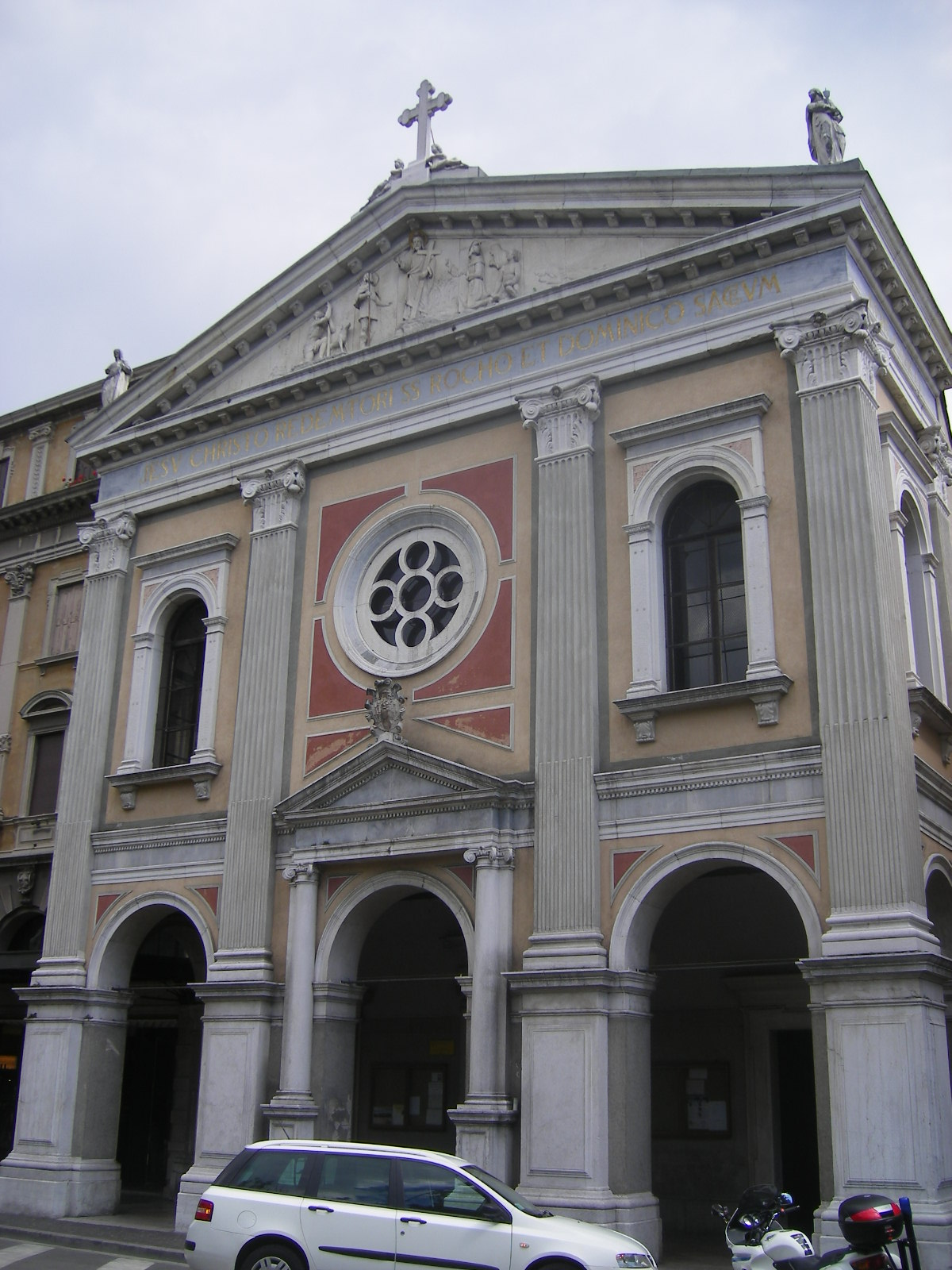
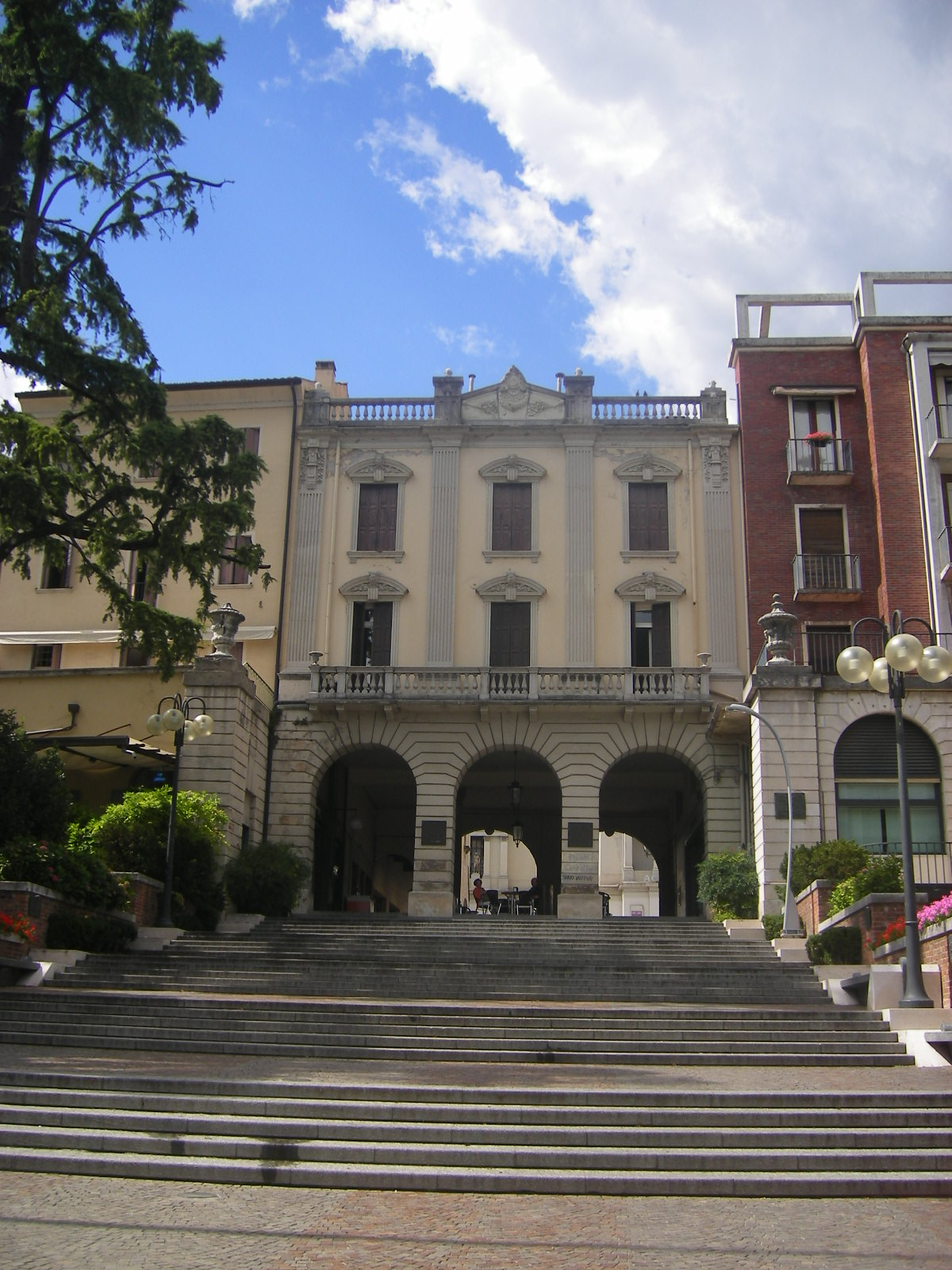
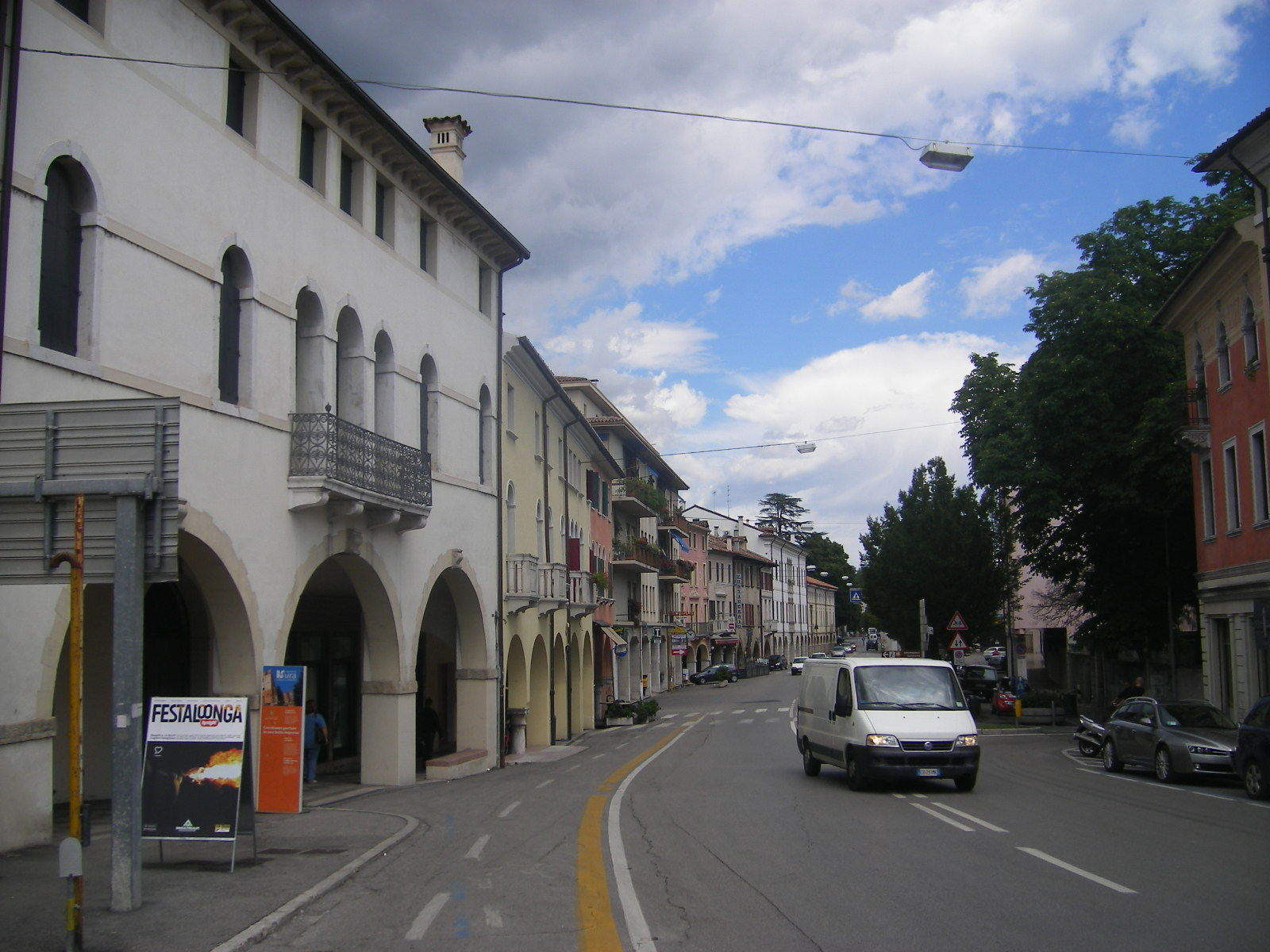
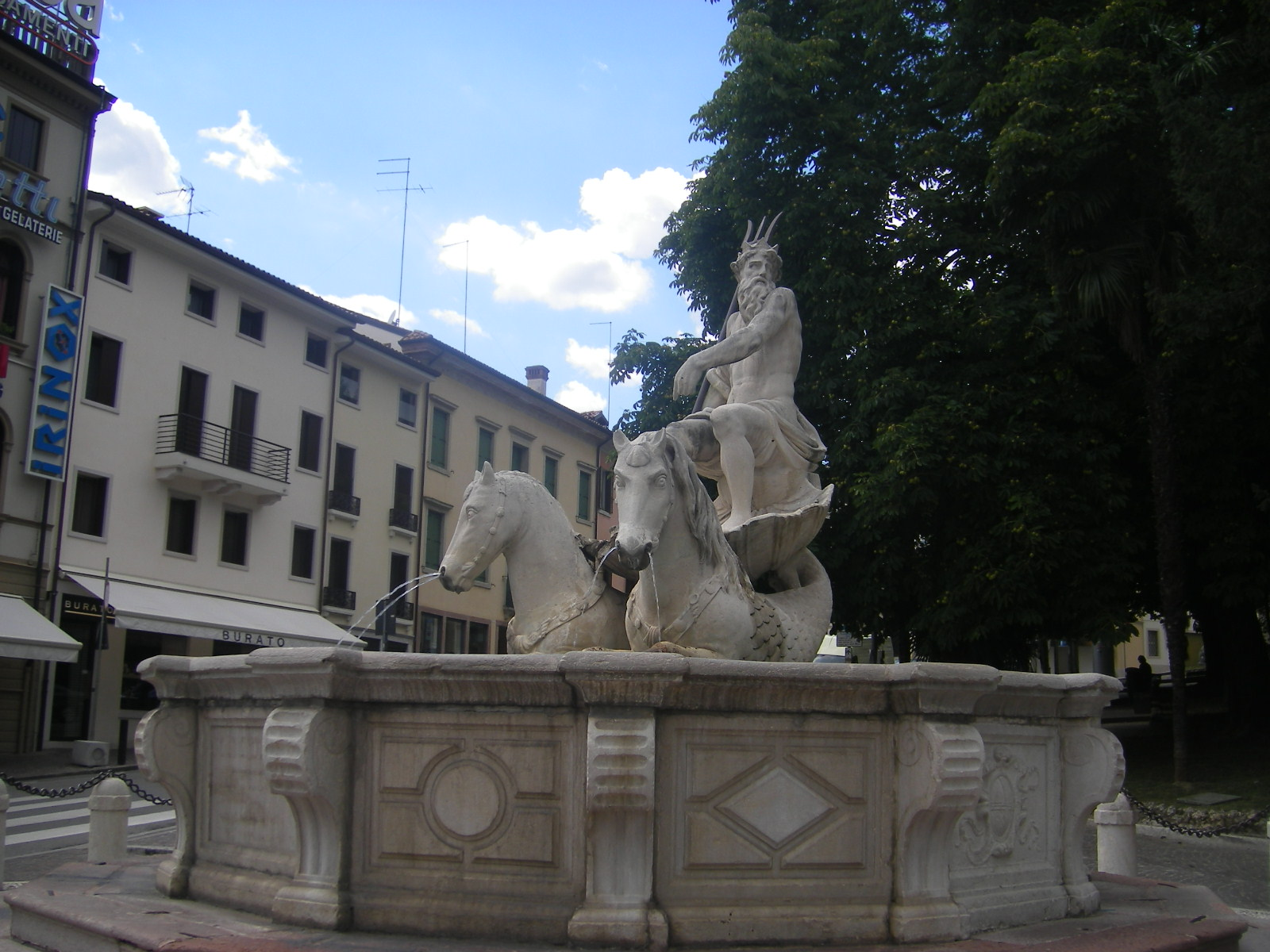
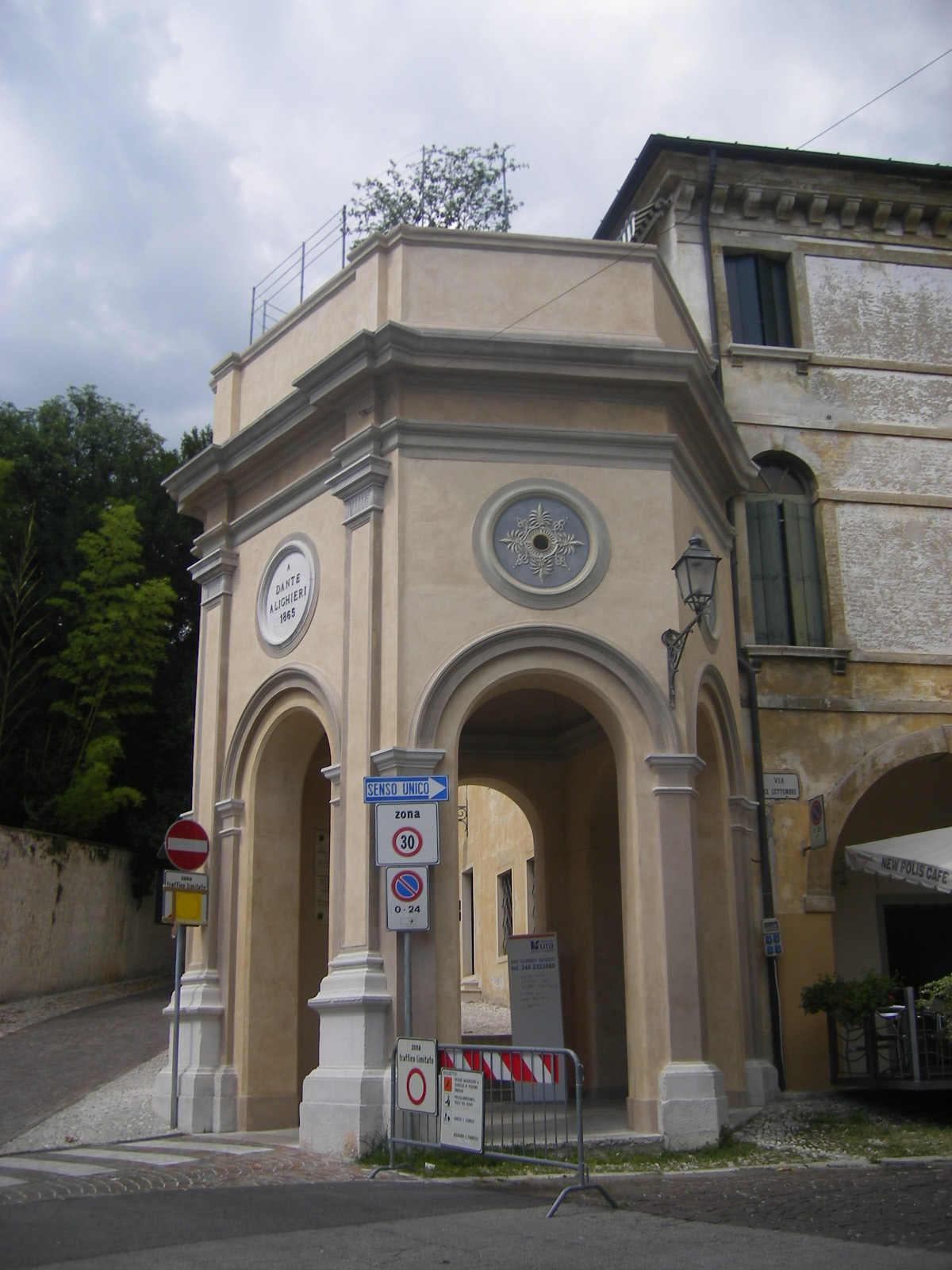
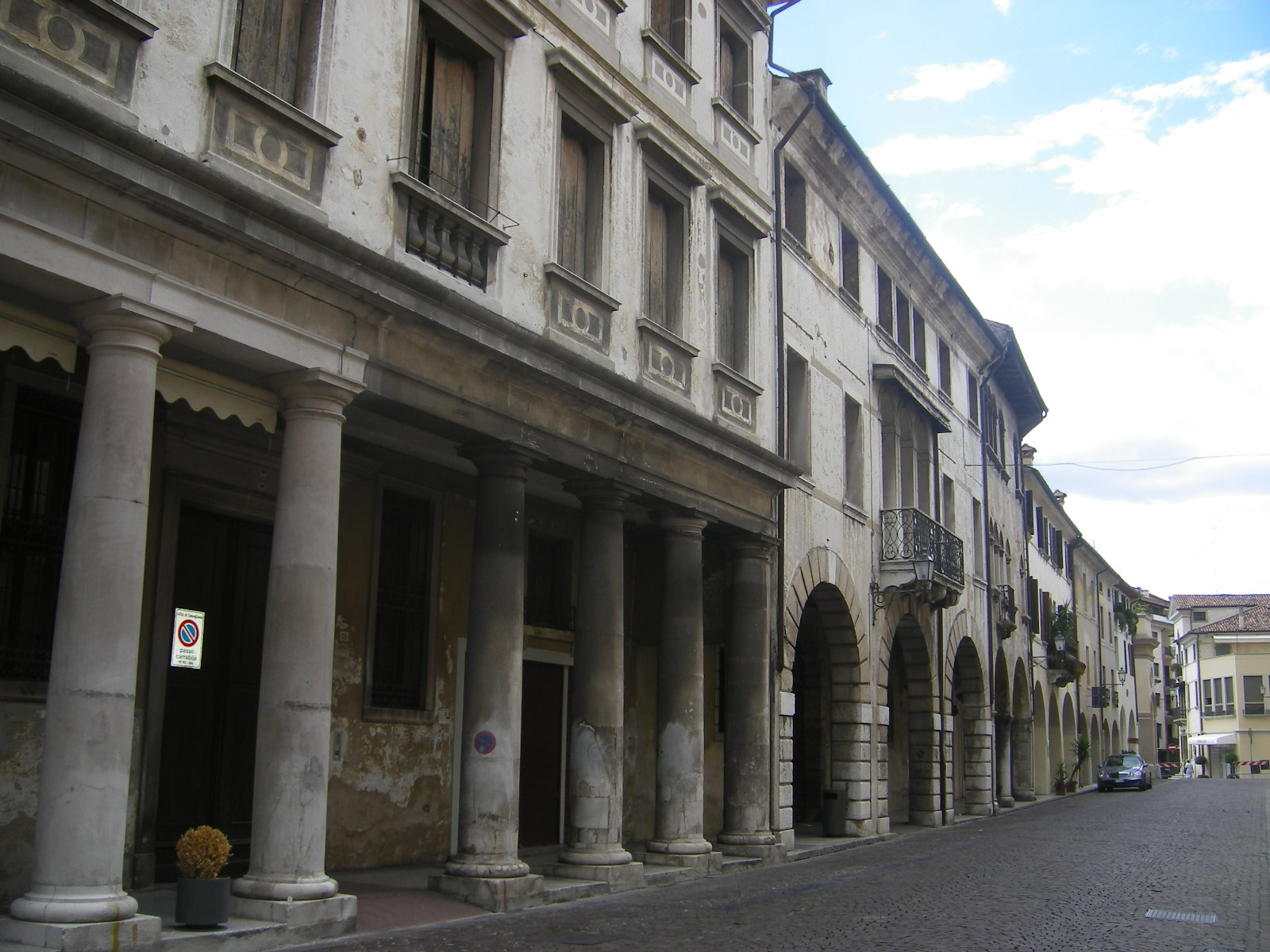
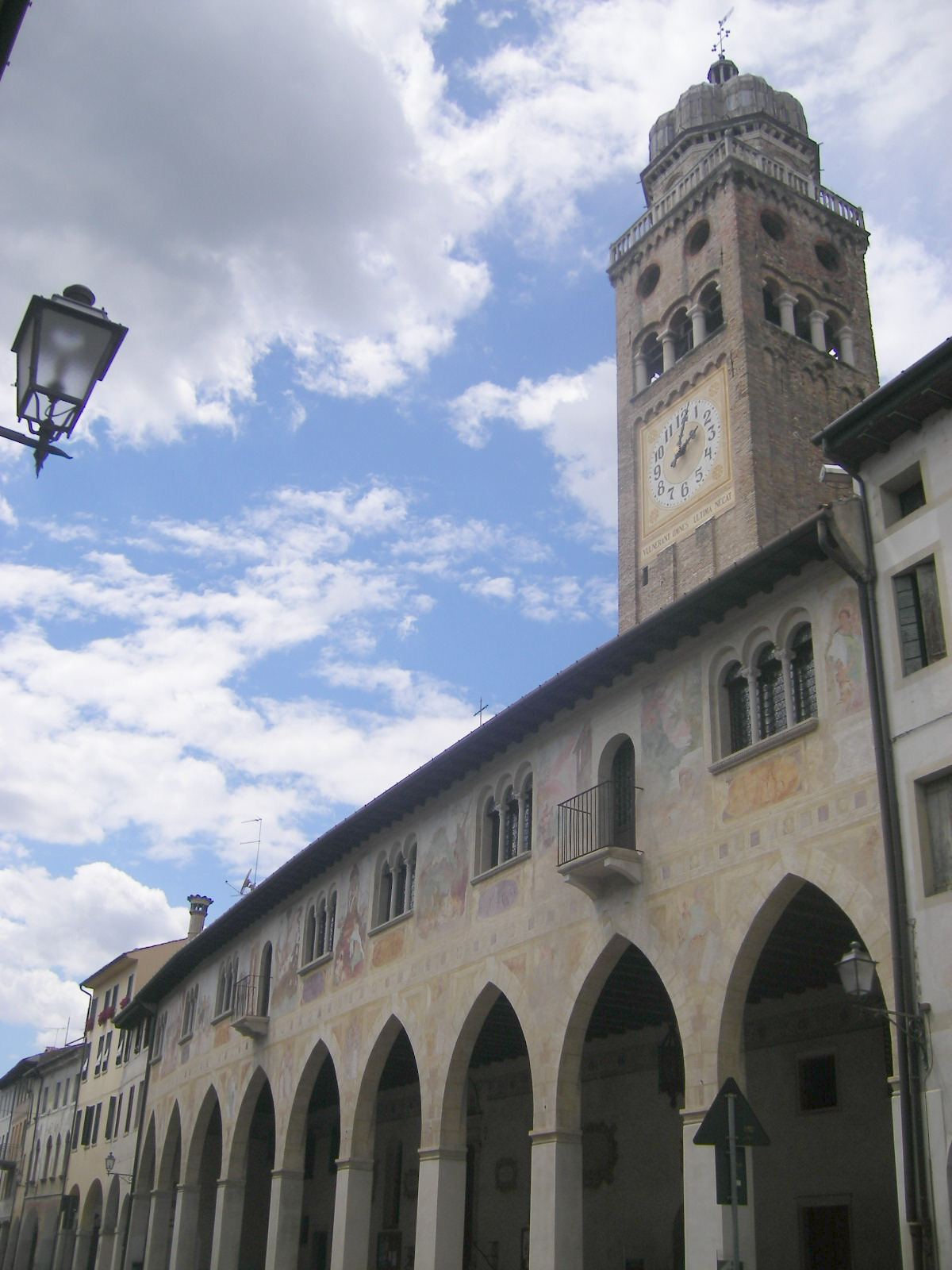
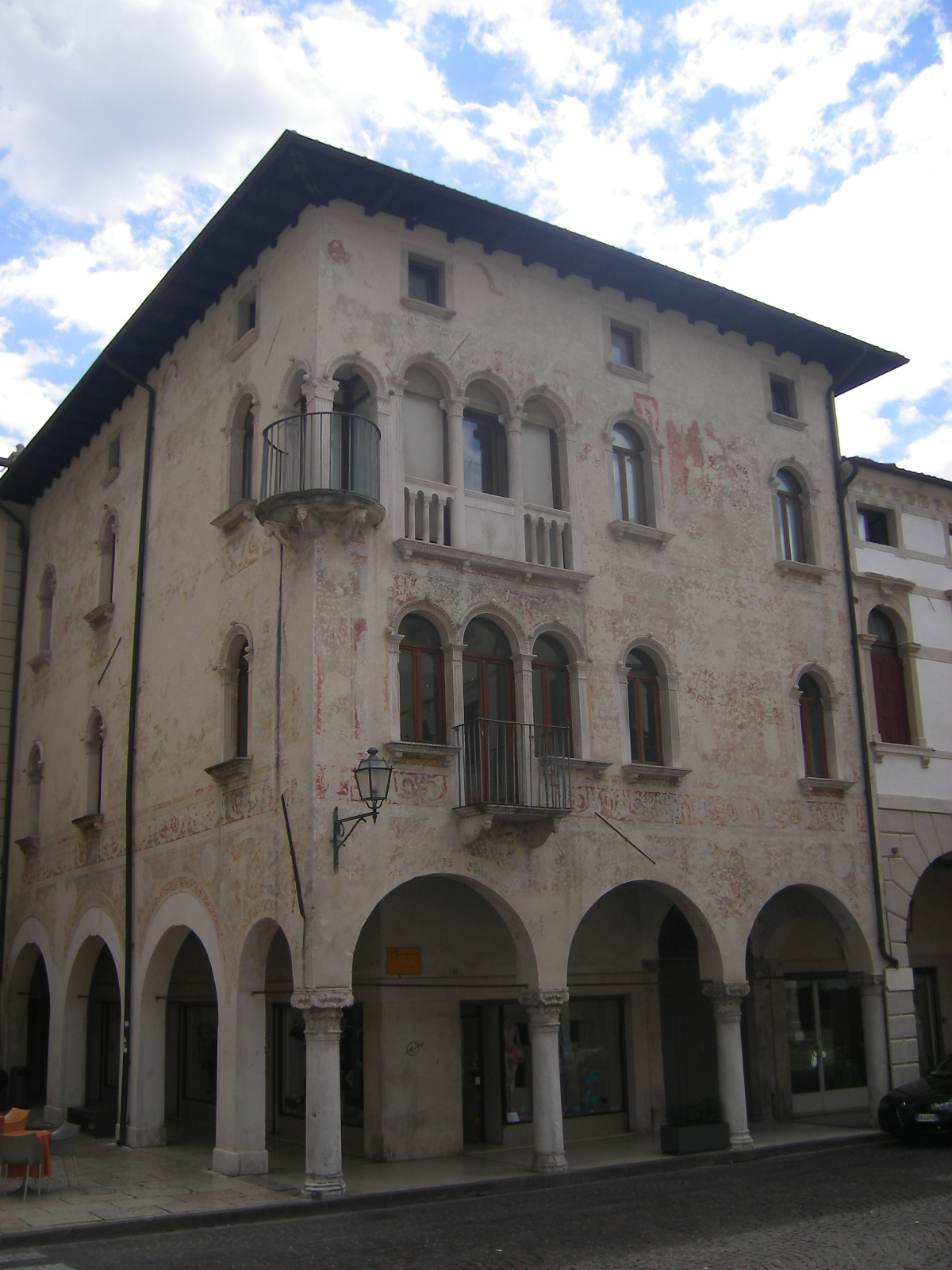
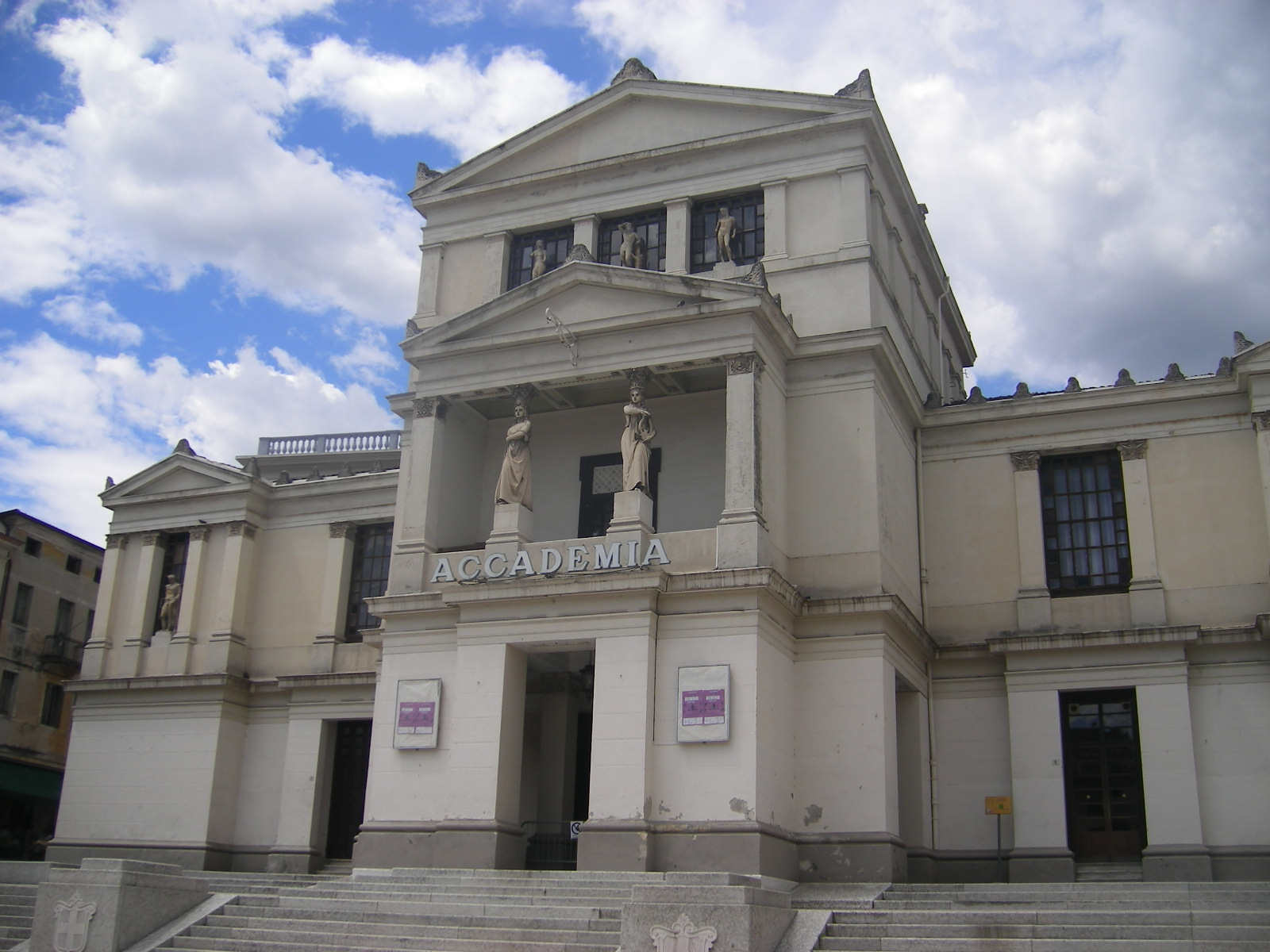
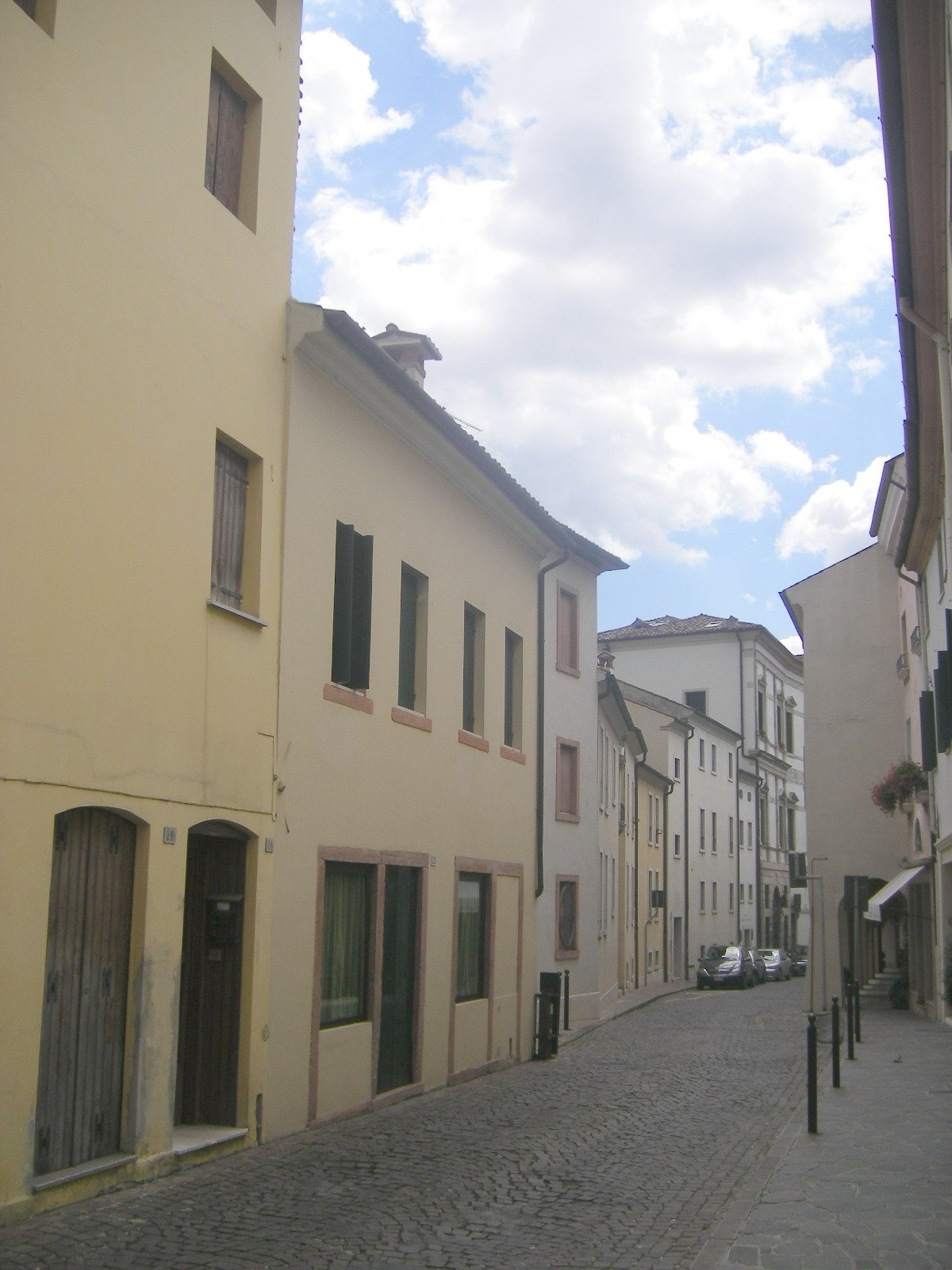
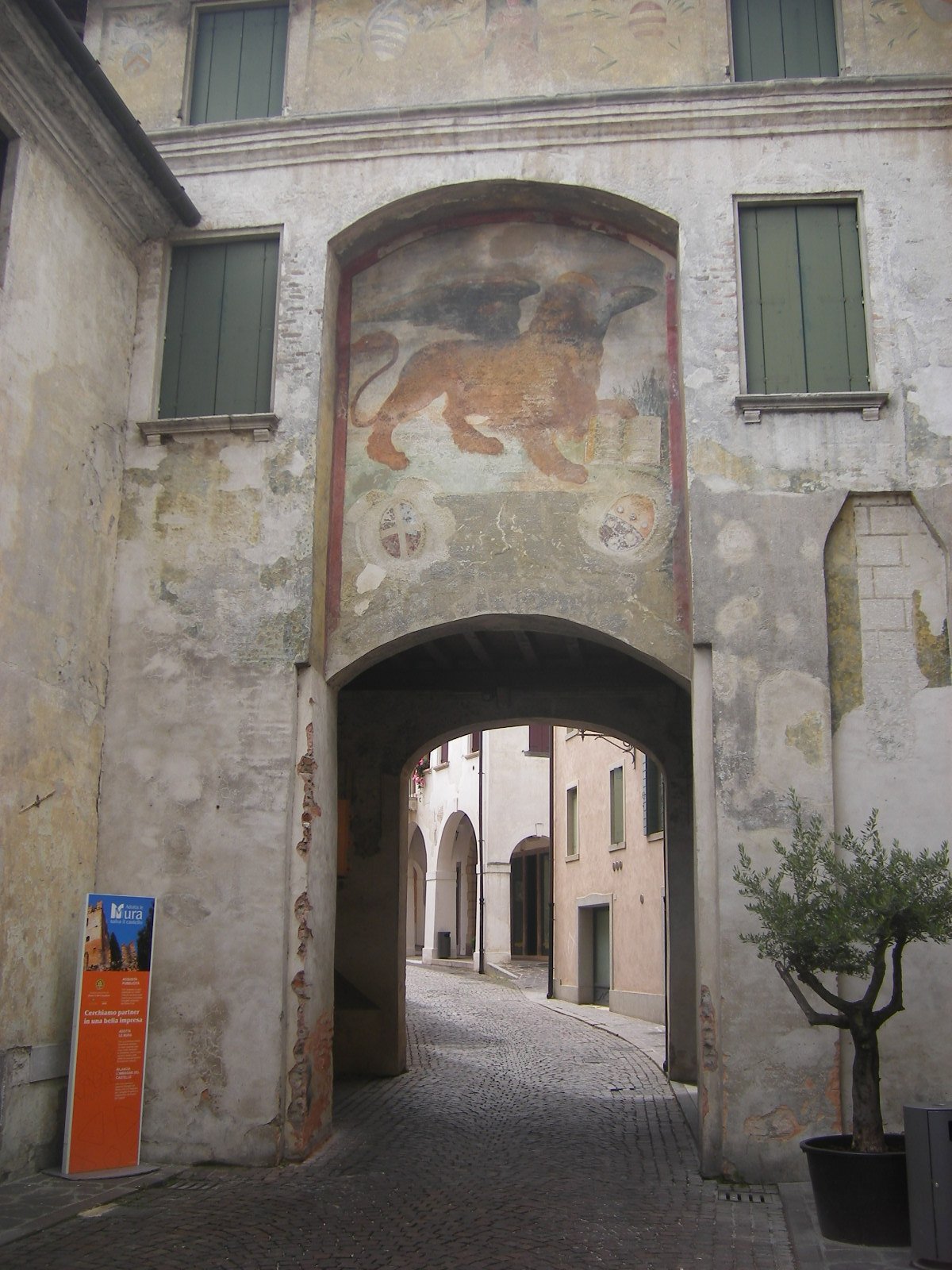
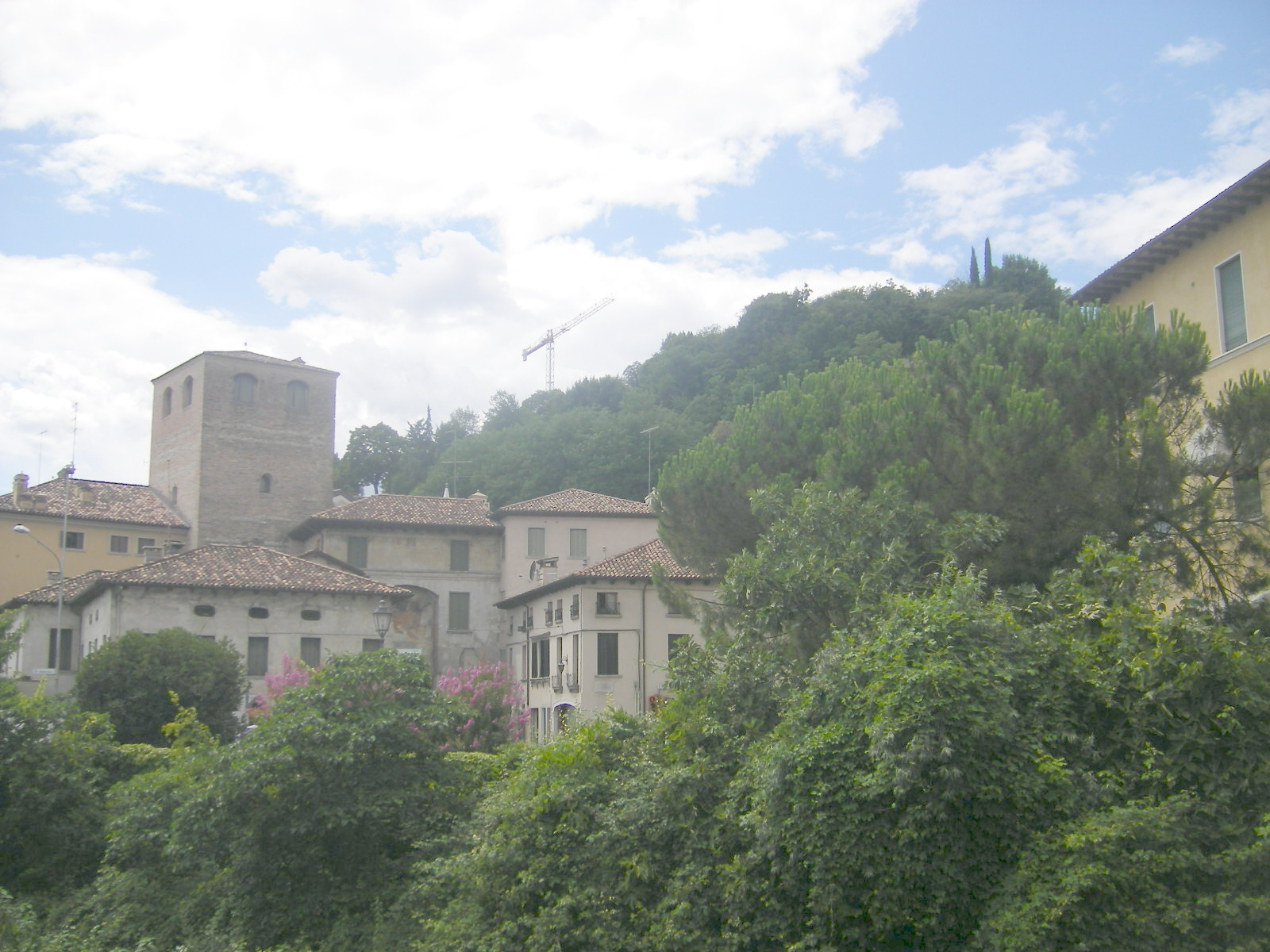
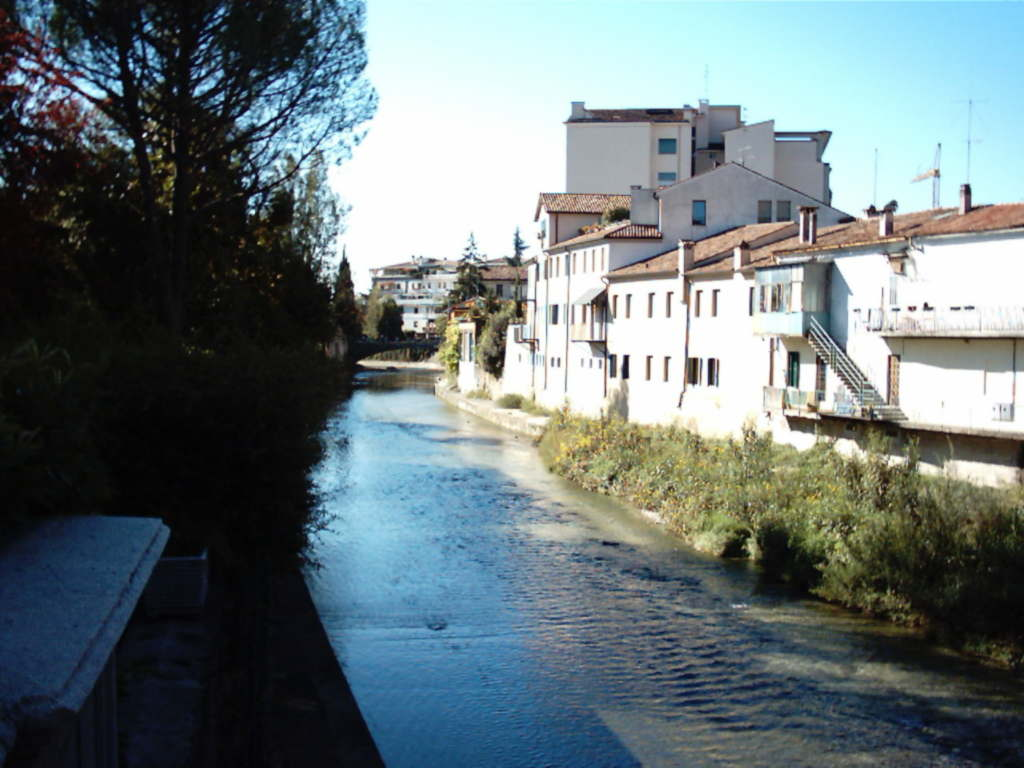
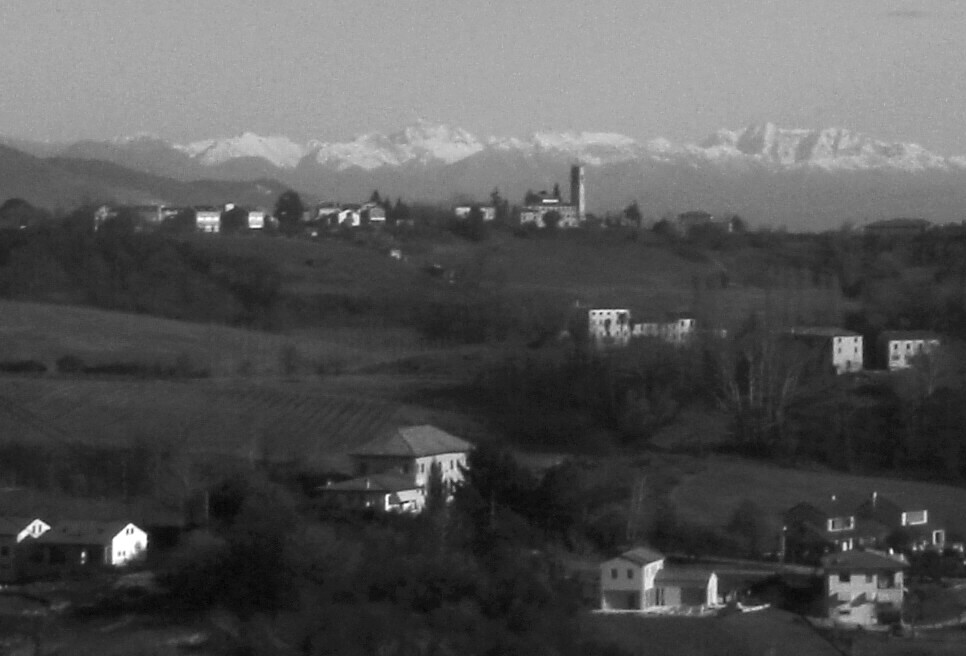